# Europelta
Europelta („Evropský štít“) byl rod obrněného ptakopánvého dinosaura z čeledi Nodosauridae, jež zahrnuje jediný popsaný druh (E. carbonensis). Fosilie tohoto mohutného čtvernohého býložravce jsou známy z období spodní křídy (geologický stupeň alb, stáří kolem 112 milionů let). Žil na území dnešního severovýchodního Španělska (provincie Teruel).

## Popis

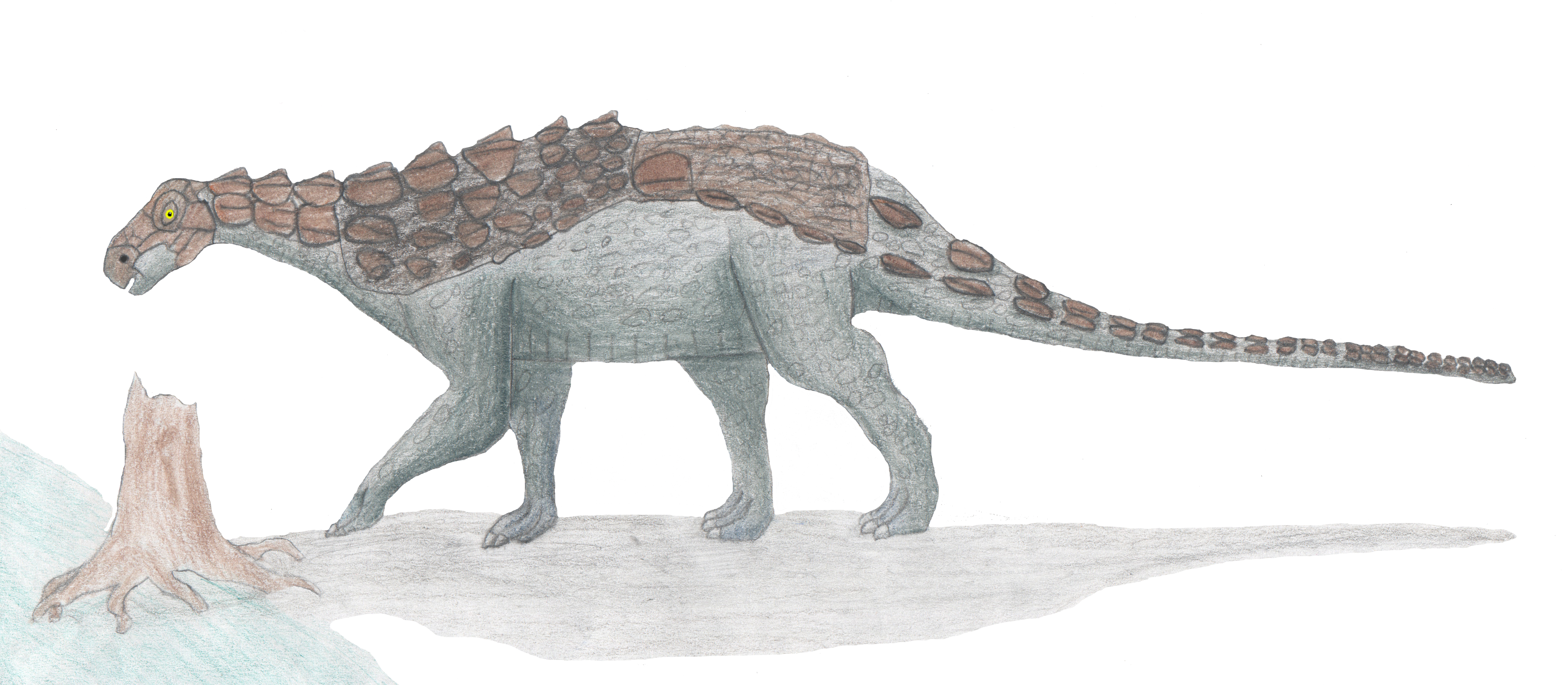
Europelta - rekonstrukce vzezření

Rod Europelta byl menší nodosauridní tyreofor, dosahoval délky kolem 4 metrů. Lebka měřil na délku 37 cm a byla široká 30 cm. Nohy byly relativně dlouhé a štíhlé. Dva objevené exempláře představují poměrně kompletně dochované jedince, jedná se pro to o nejkompletněji zachovaný druh nodosaurida v celé Evropě. Formálně byl typový druh E. carbonensis popsán roku 2013.

## Zařazení
Europelta spadá do kladu Struthiosaurinae, nejbližšími příbuznými tohoto rodu jsou další evropské rody Struthiosaurus, Hungarosaurus a Anoplosaurus.